# صهارة (علم الفلزات)

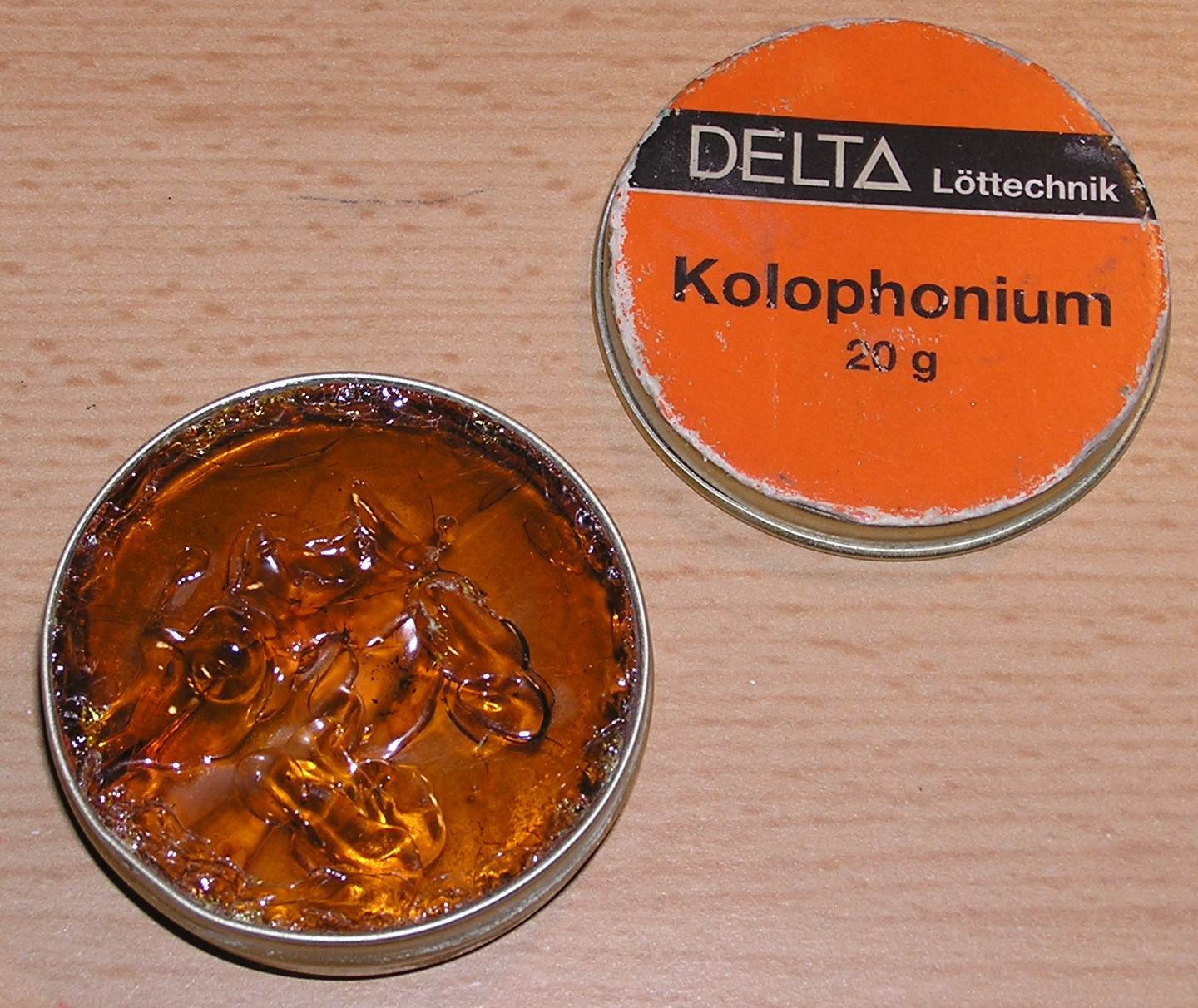
تستخدم القلفونة كصهارة من أجل اللحام بالقصدير.

الصُّهارة في علم الفلزات مادةٌ كيميائية تستخدم عامل تنظيف ومساعد تسييل خاصة في مجال اللحام. تسمى هذه المادة أيضاً «دفق» أو صَهور أو صهيرة، وتسمى في المجال التقني تحت اسم مساعد اللحام، كما يسميها البعض فلاكس، وذلك نقحرة لكلمة Flux.

## التركيب
إن من أقدم الصهارات المعروفة الصودا والبوتاس والفحم النباتي وفحم الكوك والبورق  والجير (الكلس)  والغالينا، بالإضافة إلى بعض المعادن الحاوية على الفوسفور. كانت تستخدم خامات الحديد كصهارة أثناء تعدين النحاس.
يستخدم كلوريد الأمونيوم (النشادر) أو القلفونة من أجل لحام القصدير، وحمض الهيدروكلوريك وكلوريد الزنك من أجل لحام الحديد المغلفن، والبورق من أجل لحام المونة.

## الخصائص
إن الصهارة يمكن ان تلعب دور مختزل، مما يمنع من تشكل الأكاسيد على سطح الفلز المنصهر، كما تسهم في تجميع الشوائب على شكل خبث والذي يزال لاحقاً من على الفلز المنصهر. تقوم الصهارة بدور عامل تنظيف، يزيل الأكاسيد من على سطح المعدن مما يسهّل من عمليات اللحام بالقصدير واللحام بالمونة واللحام بشكل عام.

## اقرأ أيضاً
- كاوية لحام